# Alamosaurus sanjuanensis
Alamosaurus (il cui nome significa "lucertola dell'Ojo Alamo") è un genere estinto di dinosauro sauropode titanosauro vissuto nel Cretaceo superiore, circa 70-65.95 milioni di anni fa (Maastrichtiano), nel sud del Nord America. L'unica specie ascritta al genere è A. sanjuanensis. Alcune vertebre e ossa degli arti isolate, forse, appartenenti ad Alamosaurus hanno dimensioni paragonabili a giganti quali Argentinosaurus e Puertasaurus, rendendolo il più grande dinosauro noto del Nord America. I suoi resti sono stati recuperati in numerose formazioni rocciose del Maastrichtiano. Alcuni giovani esemplari di Alamosaurus sono stati ritrovati pochi metri al di sotto del limite Cretaceo-Paleogene in Texas, il che rende l'ultimo sauropode apparso sulla terra, prima della grande estinzione di massa.

## Descrizione

Dimensioni di tre esemplari di Alamosaurus a confronto con un uomo. Ogni segmento della griglia rappresenta un metro quadro

Alamosaurus era un gigantesco dinosauro sauropode dotato di un lungo collo e di una coda altrettanto lunga, il corpo voluminoso e arti relativamente lunghi. Il suo corpo era almeno in parte coperta da una rada armatura di osteodermi. Anche se la maggior parte dei resti completi provengono da esemplari giovani o adulti di piccola taglia, il ritrovamento di tre esemplari frammentari, SMP VP-1625, SMP VP-1850 e SMP VP-2104, suggeriscono che gli esemplari adulti di Alamosaurus potevano crescere a dimensioni esorbitanti, arrivando a competere con giganti del calibro di Argentinosaurus, che poteva raggiungere le 73 tonnellate di peso. La lunghezza totale di Alamosaurus è stata stimata a circa 32 metri (105 piedi). Scott Hartman ha stimato che Alamosaurus potesse essere leggermente più "corto", con una lunghezza di 28-30 metri (92-98 piedi) ed avere una massa pari a sauropodi come Argentinosaurus e Puertasaurus. Tuttavia, questi dati si basano su una tibia piuttosto massiccia che gli scienziati non sanno ancora attribuire ad Alamosaurus o ad una nuova specie di sauropode.
Anche se non è mai stato ritrovato alcun cranio, sono stati ritrovati alcuni denti sottili e a forma di bastoncello associati agli scheletri di Alamosaurus e che probabilmente appartenevano all'animale. Le vertebre della parte centrale della coda erano allungate al centro. Lateralmente le vertebre di Alamosaurus possedevano depressioni poco profonde. Queste fossette assomigliano alle depressioni poco profonde note in Saltasaurus, Malawisaurus, Aeolosaurus e Gondwanatitan. Anche Venenosaurus aveva fossette simili, ma le sue "depressioni" penetravano più in profondità nelle vertebre, dividendosi in due camere, ed estendendosi più lontano nella colonna vertebrale. Alamosaurus aveva anche radii più robusti di Venenosaurus.

## Denominazione
Contrariamente a quanto si pensi, il nome di questo dinosauro non deriva dalla missione di Alamo a San Antonio, nel Texas (o dalla battaglia di Alamo combattutasi in quel luogo): l'olotipo è stato scoperto in Nuovo Messico e, all'epoca, l'Alamosaurus non era ancora stato rinvenuto in Texas. Il nome Alamosaurus deriva invece da Ojo Alamo, ovvero il vecchio nome della formazione in cui sono stati ritrovati i resti di questo dinosauro; ora, gli strati contenenti i resti di Alamosaurus sono stati riassegnati alla formazione Kirtland Shale. Il termine "alamo", in spagnolo, significa pioppo, ed è usato per le locali sottospecie di alberi. Alamosaurus sanjuanensis fu descritto nel 1922 da Charles W. Gilmore.

## Classificazione
Alamosaurus è senza dubbio un membro derivato dei titanosauri, ma i rapporti di parentela all'interno di questo gruppo sono tutt'altro che chiari. Alcuni paleontologi hanno riscontrato similitudini fra il titanosauro nordamericano e lo strano Opisthocoelicaudia, e li hanno classificati insieme nella sottofamiglia Opisthocoelicaudinae all'interno dei saltasauridi (Wilson, 2002). Un'altra analisi suggerisce che Alamosaurus, insieme al sudamericano Pellegrinisaurus, sia una forma di titanosauro appena più primitiva dei veri saltasauri (Upchurch et al., 2004). Altri scienziati hanno notato somiglianze con il saltasauride Neuquensaurus e il famoso "Peiropolis titanosaur", ovvero Trigonosaurus (Lehman e Coulson, 2002).

## Le scoperte fossili

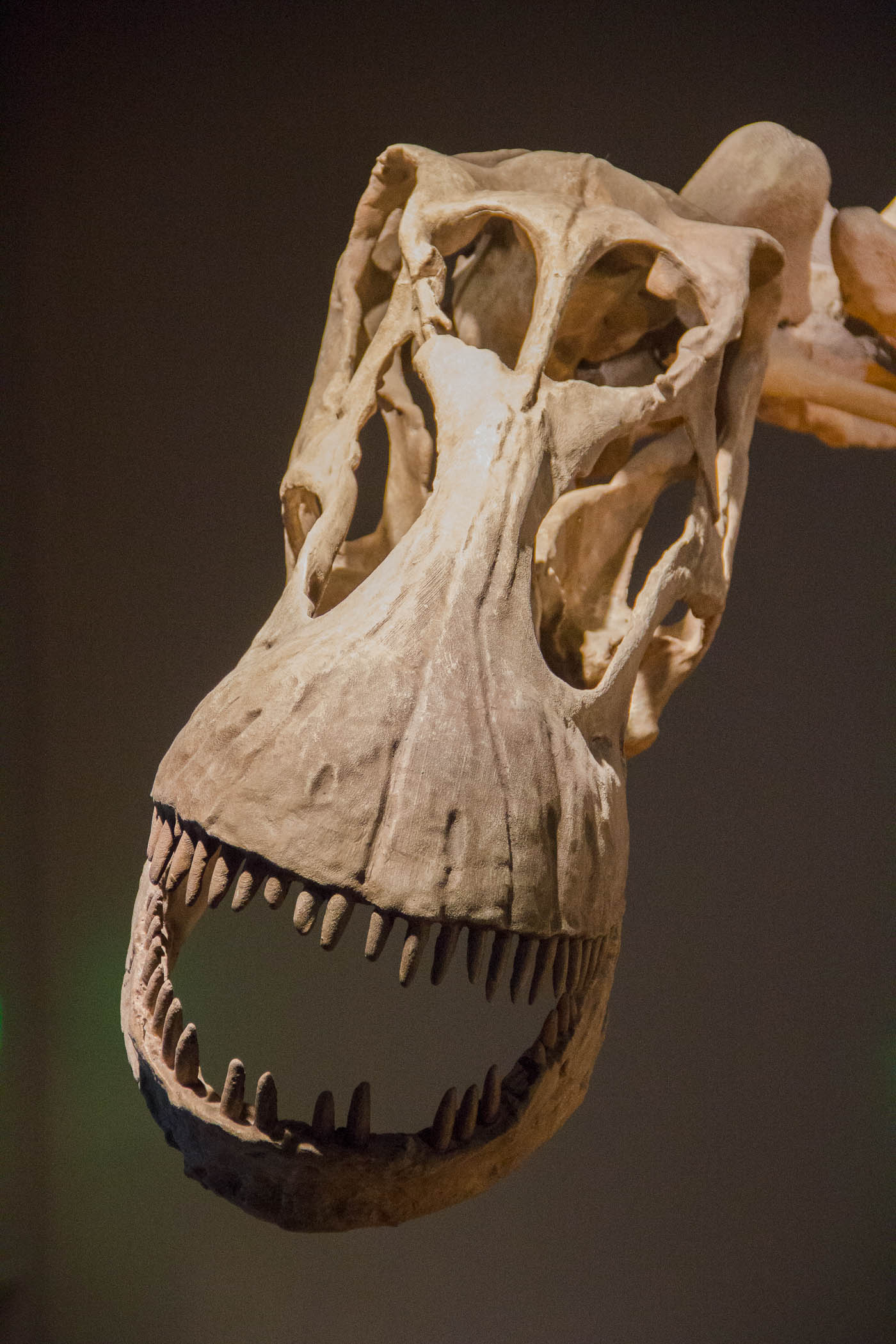
Cranio ipotetico, basato su quello di altri titanosauri

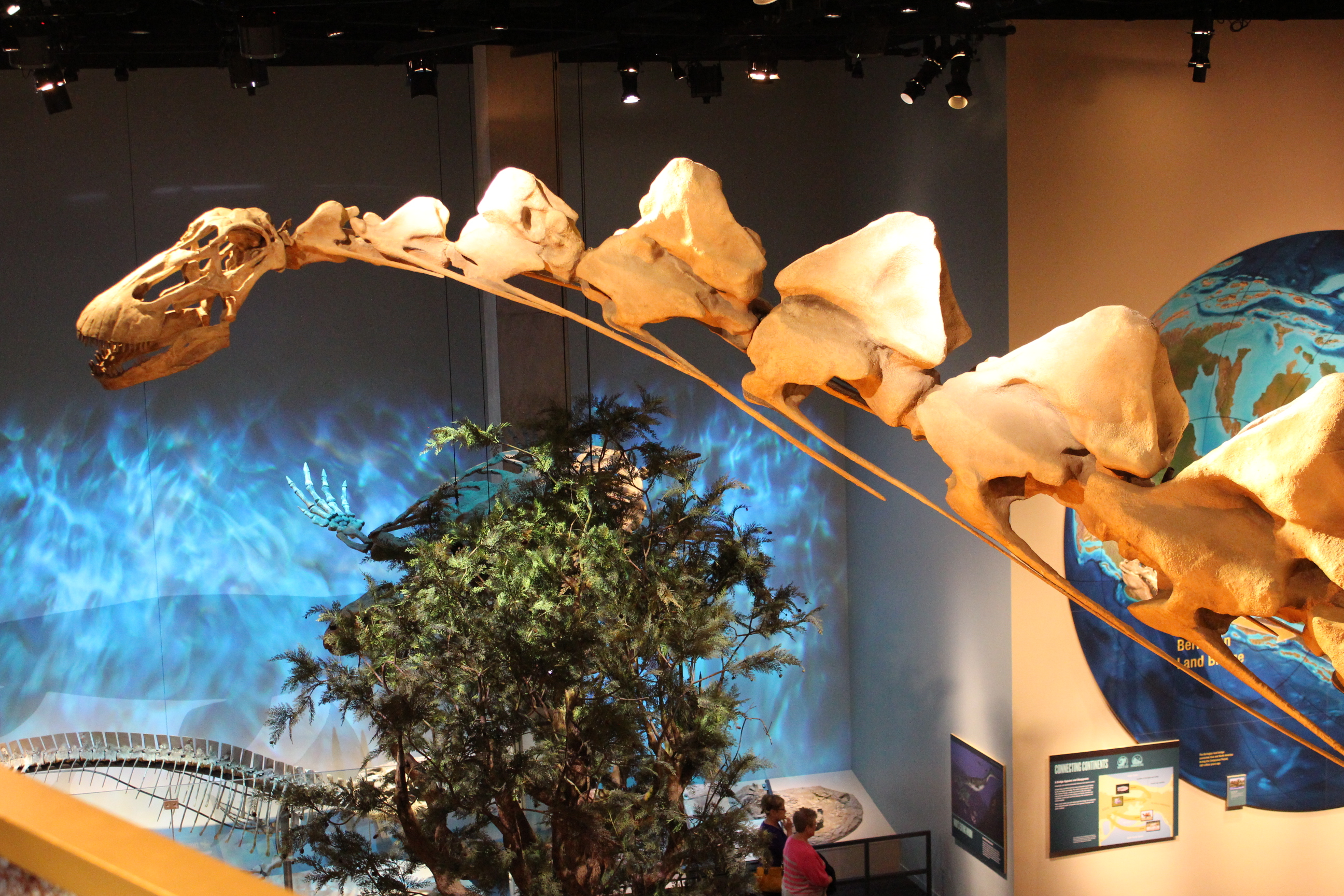
Dettaglio della parte alta del collo

Resti di Alamosaurus sono stati rinvenuti attraverso tutti gli Stati Uniti sudoccidentali. L'olotipo venne scoperto nella parte inferiore della formazione Kirtland Shale del Nuovo Messico e, da allora, Alamosaurus è stato rinvenuto anche nella parte superiore della Kirtland, risalente al Maastrichtiano (l'ultimo piano del Cretaceo superiore). Altre ossa sono state rinvenute anche in altre formazioni di quest'epoca, in Utah e in Texas, che vanno da un'età di 74 milioni di anni a 65 milioni di anni fa, proprio al limite del confine K-T. Alamosaurus, quindi, potrebbe essere stato uno degli ultimi dinosauri a estinguersi.
Gilmore descrisse originariamente una scapola e un ischio nel 1922. Nel 1946, poi, trovò un esemplare più completo nello Utah, che consisteva nella coda, nella zampa anteriore destra e in entrambi gli ischi. Da allora, molte altre ossa dal Texas, dal Nuovo Messico e dallo Utah sono state ascritte a questa specie, spesso senza un'adeguata descrizione. Il ritrovamento più completo è uno scheletro giovanile recentemente scoperto nel Texas, che può fornire dettagli importanti su massa e lunghezza dell'animale (Lehman & Coulson, 2002).
Nessun cranio, più o meno completo, è mai stato rinvenuto, tranne alcuni denti sottili, e nemmeno alcuna traccia di armatura simile a quella di altri titanosauri evoluti come Saltasaurus. Recentemente (2011) nella formazione Ojo Alamo, nel Nuovo Messico, Fowler e Sulliwan hanno riportato alla luce alcune ossa (2 vertebre e un femore parziale) ed in seguito ad un'attenta analisi attribuiscono i reperti ad Alamosaurus. Le dimensioni dell'animale in vita dovevano essere paragonabili a quelle di Argentinosaurus e Puertasaurus, pertanto Alamosaurus è uno dei titanosauridi più grandi e il dinosauro più grande in assoluto ritrovato in nord America. Le analisi istologiche compiute dai 2 scienziati sui reperti ritrovati precedentemente di questo sauropode confermano la status subadulto dei primi esemplari ritrovati (ciò vuol dire che solo gli ultimi resti ritrovati appartengono a un esemplare adulto).
Va anche notato come, soprattutto fino agli anni settanta, qualsiasi reperto di sauropode del Cretaceo terminale del sud-ovest degli USA veniva attribuito ad Alamosaurus, senza descrizioni approfondite; quindi è plausibile, o comunque possibile, che nelle collezioni di diversi musei nordamericani esistano ossa attribuite ad Alamosaurus, ma che in realtà appartengono ad altri sauropodi titanosauridi, e che la diversità dei sauropodi cretacei sia stata grandemente sottovalutata.
Un esempio molto simile è quello dei denti di tirannosauridi rinvenuti nello Utath, tutti attribuiti a Tyrannosaurus rex, o, raramente, ad Aublysodon (oggi sinonimo di T. rex), fino a pochi anni fa, ed ora riattribuiti in larga parte ai generi Teratophoneus e Bistahieversor.

## Paleoecologia

### Età
I fossili di Alamosaurus sono stati ritrovati in particolare nella Formazione Ojo Alamo (datata a circa 69-68 milioni di anni fa) e nella Formazione Javelina, anche se la fascia d'età è più difficile da determinare. Un giovane esemplare di Alamosaurus è stato ritrovato nella Formazione Black Peaks, formazione che si sovrappone alla Javelina a al Big Bend, in Texas, e che si estende al confine Cretaceo-Terziario. L'esemplare proveniva da un paio di metri sotto il confine, datato a 66 milioni di anni fa, anche se la posizione del confine in questa regione è incerta. Un solo sito geologico nella formazione Javelina ha finora dato la corretta datazione radiometrica. L'affioramento, situato negli strati medi della formazione di circa 90 metri al di sotto del limite K-T e all'interno della gamma locale dei fossili di Alamosaurus, è stato datato a 69,0 più o meno 0,9 milioni di anni, nel 2010. Usando questa data, in correlazione con un'età misurata dalla sottostante Formazione Aguja e la posizione probabile del confine K-T, nella sovrastante Formazione Black Peaks, gli Alamosaurus hanno prosperato dai 70 ai 65.95 milioni di anni fa, con le prime testimonianze fossili di Alamosaurus vicino alla base della Formazione Javelina, e l'ultima appena sotto il confine K-T, nella Formazione Black Peacks.

### Habitat
Gli elementi scheletrici di Alamosaurus sono tra i fossili di dinosauro più comuni nel Cretaceo superiore del sud-ovest degli Stati Uniti, tanto che la fauna di quel tempo è conosciuta come la "fauna degli Alamosaurus". Nel sud del Nord America del Cretaceo superiore, il passaggio dalle fasi faunistiche Edmontonian e Lancian fu ancora più drammatica di quanto non fosse nel nord. Thomas M. Lehman lo descrive come "il riemergere improvviso di una fauna con un aspetto superficialmente 'Giurassico'". Queste faune erano dominate, soprattutto in Texas, da Alamosaurus e Quetzalcoatlus. La presenza di questi due animali indica la presenza di grandi pianure semi-aride.
La comparsa di Alamosaurus potrebbe rappresentare una migrazione dal Sud America. L'Alamosaurus appare e raggiunge il predominio nel suo ambiente molto bruscamente, il che potrebbe sostenere l'idea che ha avuto origine a seguito di un evento di migrazione. Altri scienziati hanno ipotizzato che l'Alamosaurus potrebbe essere migrato dall'Asia. Tuttavia, i critici sull'ipotesi della migrazione nota che gli abitanti di un ambiente di montagna come Alamosaurus hanno più probabilità di essere endemici di specie costiere, e tendono ad avere meno di una capacità di attraversare corsi d'acqua.
L'Alamosaurus condivideva il suo habitat con molti altri dinosauri come: il tirannosauride Tyrannosaurus, l'oviraptoride Ojoraptorsaurus, gli hadrosauridae Gryposaurus e cfr Kritosaurus, il corazzato nodosauride Glyptodontopelta e i ceratopsidi chasmosaurini Torosaurus, Bravoceratops e Ojoceratops. La zona era anche abitata da animali come il gigantesco pterosauro Quetzalcoatlus, varie specie di pesci e razze, anfibi, lucertole, tartarughe come Adocus, e più specie di multituberculati come Cimexomys e Mesodma.

## Nella cultura di massa
Se pur poco noto, l'Alamosaurus è uno dei dinosauri sauropodi meglio noti al pubblico, ricorrente di numerosi documentari e tal volta anche di film.
Nel film Jurassic Park (1993) compare lo scheletro completo di questo animale a fianco a quello di un T-rex in posa di lotta, al centro della galleria principale del parco, nel franchise l’animale non è mai fisicamente apparso, anche se è stato inserito in un DLC a pagamento del videogioco Jurassic World Evolution 2 (2021).
Compare nel film Doraemon - The Movie: Il dinosauro di Nobita (2006) dove viene tuttavia rappresentato con dimensioni spaventosamente superiori a quelle stimate e rispetto a quelle dei protagonisti ragazzi e del Tyrannosaurus rex, rendendolo grande quasi quanto una montagna; tuttavia in alcuni fotogrammi viene ristabilita la dimensione dell'animale, rendendolo grande quanto il Tirannosauro.
Questo dinosauro è presente nella seconda stagione del documentario Il Pianeta Preistorico, sia fisicamente, che come carcassa morta divorata prima da due Troodonti, poi da un Tirannosauro che intimidisce i due animali, e infine da due femmine di Quetzalcoatlus che fanno fuggire l’enorme predatore dopo una battaglia.